# Andrew Humphreys (Politiker)
Andrew Humphreys (* 30. März 1821 bei Knoxville, Tennessee; † 14. Juni 1904 in Linton, Indiana) war ein US-amerikanischer Politiker. Zwischen Dezember 1876 und März 1877 vertrat er den Bundesstaat Indiana im US-Repräsentantenhaus.

## Werdegang
Im Jahr 1829 kam Andrew Humphreys mit seinen Eltern in das Owen County in Indiana. Später zog die Familie in das Putnam County weiter, wo sie sich in der Nähe der Stadt Manhattan niederließen. Dort besuchte er die öffentlichen Schulen. Ab 1842 war er im Greene County ansässig, wo er in der Landwirtschaft arbeitete.
Politisch war Humphreys Mitglied der Demokratischen Partei. Von 1849 bis 1852 sowie nochmals zwischen Januar und März 1857 war er Abgeordneter im Repräsentantenhaus von Indiana. 1857 wurde er von Präsident James Buchanan zum Indianeragenten für den Bereich des späteren Bundesstaates Utah ernannt. In den Jahren 1872 und 1888 war Humphreys Delegierter zu den jeweiligen Democratic National Conventions. Außerdem nahm er während seiner politischen Laufbahn an fast allen regionalen demokratischen Parteitagen in Indiana teil. In den Jahren 1874 bis 1876, 1878 bis 1882 und 1896 bis 1900 saß Humphreys im Staatssenat.
Nach dem Rücktritt des Abgeordneten James D. Williams wurde Humphreys bei der fälligen Nachwahl für den zweiten Sitz von Indiana als dessen Nachfolger in das US-Repräsentantenhaus in Washington, D.C. gewählt, wo er am 5. Dezember 1876 sein neues Mandat antrat. Bis zum 3. März 1877 beendete er die laufende Legislaturperiode im Kongress. Nach seinem Ausscheiden aus dem US-Repräsentantenhaus arbeitete Andrew Humphreys wieder in der Landwirtschaft im Greene County. Außerdem blieb er weiter auf Staatsebene politisch aktiv und war noch zwei Mal Mitglied des Senats von Indiana. Er starb am 14. Juni 1904 in Linton, wo er auch beigesetzt wurde.